# Anisodes conjectata
Anisodes conjectata là một loài bướm đêm trong họ Geometridae.